# Si Mahosot (huyện)
Si Mahosot (tiếng Thái: ศรีมโหสถ) là một huyện (Amphoe) của tỉnh Prachinburi, phía đông Thái Lan.

## Địa lý
Các huyện giáp ranh (từ phía tây theo chiều kim đồng hồ) là: Ban Sang, Mueang Prachinburi và Si Maha Phot của tỉnh Prachinburi và Phanom Sarakham của tỉnh Chachoengsao.

## Lịch sử
Tiểu huyện (King Amphoe) Khok Pip được thành lập ngày 15 tháng 2 năm 1970, khi ba tambon Khok Pip, Khu Lam Phan and Phai Cha Lueat được tách ra từ huyện Si Maha Phot. Đơn vị này đã được nâng cấp thành huyện ngày 13 tháng 4 năm 1977, và được đổi tên thành Si Mahosot ngày 3 tháng 6 năm 1993.

## Hành chính
Huyện này được chia thành 4 phó huyện (tambon), các đơn vị này lại được chia ra thành 24 làng (muban). Khok Pip là một thị trấn (thesaban tambon) nằm trên một phần của tambon Khok Pip. Có 3 Tổ chức hành chính tambon.
| STT. | Tên            | Tên Thái | Số làng | Dân số |  |
| ---- | -------------- | -------- | ------- | ------ |  |
| 1.   | Khok Pip       | โคกปีบ    | 9       | 9.090  |  |
| 2.   | Khok Thai      | โคกไทย   | 7       | 6.000  |  |
| 3.   | Khu Lam Phan   | คู้ลำพัน    | 4       | 1.193  |  |
| 4.   | Phai Cha Lueat | ไผ่ชะเลือด | 4       | 1.854  |  |